# Gonioscelis batyleon
Gonioscelis batyleon är en tvåvingeart som beskrevs av Jason Gilbert Hayden Londt 2004. Gonioscelis batyleon ingår i släktet Gonioscelis och familjen rovflugor.
Artens utbredningsområde är Kenya. Inga underarter finns listade i Catalogue of Life.